# Ekkyklema

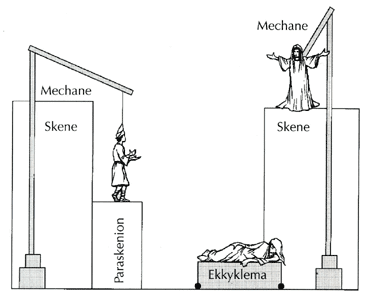
Pla visual del funcionament de l'Ekkyklema.

L'Ekkyklema (o eccyclema) era un mecanisme teatral que consistia a una plataforma amb rodes, la qual s'introduïa a través de les ports per tal de transportar actors per l'escena. Així doncs, el seu funcionament resultava molt senzill i eficaç, i va ser un recurs molt utilitzat en les tragèdies gregues.
El teatre es pot concebre i valorar des de moltes formes teatrals diferents: per una banda, hi ha obres d'escenografia complexa, ja sigui pel material utilitzat o l'elaboració del mateix decorat, per exemple. Alhora, hi ha obres teatrals que obtenen el valor a partir de la paraula, de manera que tot allò visual que reforça el diàleg tendeix a ser menyspreat.
Durant l'antiga Grècia allò que donava realisme a l'obra representava es basava, sobretot, en el vestuari i les màscares que caracteritzaven els personatges; no obstant, a poc a poc, es van anar inventant mecanismes teatrals per tal d'incorporar efectes especials a l'escena.

## L'origen
Tot assenyala que durant el segle v, hi ha una manca de mecanismes; així doncs, és difícil saber l'origen de l'ekkyklema. Malgrat tot, durant el segle v, es pot percebre cert avanç en les tècniques teatrals, encara que fos de manera escassa. Sens dubte, hi ha documents on consta que l'ekkyklema ja es troba en funcionament durant el segle ii aC.
L'ús de l'ekkyklema depèn de l'interès de l'autor de l'obra, el qual recorre a la fantasia teatral en utilitzar aquest estri. Amb el desplaçament mecànic dels personatges i d'alguns possibles objectes cap a l'exterior de l'escenari, aquesta estructura tenia la capacitat de fer que la sortida física dels actors esdevingués la simulació de mostrar el propi interior; és a dir, aquest recurs teatral no tractava d'exhibir els fets que ocorrien clandestinament a l'escena, sinó que permetia traslladar aquests fets a la vista del públic. Per exemple, a la comèdia Acarnienses, trobem una escena on Eurípides juga amb una combinació entre l'interior i l'exterior d'una casa d'una manera àgil i divertida. Així, de manera ambigua, gràcies a l'ekkyklema, l'actor està a la vegada fora i dins de la seva llar. En aquesta línia, tota l'escena està plena d'al·lusions a l'interior.
Aleshores, els espectadors no només acceptaven la presència del mecanisme, oblidant realment que sols era un aparell, sinó que tenien la il·lusió que així contemplaven una escena interior inaccessible. Així doncs, sembla que aquest, a part de les paraules, va ser l'únic recurs que es va poder trobar per a mostrar, encara que mitjançant la imaginació, la interioritat de l'edifici simulat.
L'espectador, d'aquesta manera, podia contemplar l'escena a través d'una porta, però aleshores els historiadors es pregunten quanta gent del públic podia veure amb nitidesa i de manera perfecta allò que passava a l'escena. A partir d'aquí, alguns d'ells han arribat a la conclusió que hi devia haver una porta immensa que eliminava la façana de l'edifici en qüestió. D'aquesta manera, l'ekkyklema era un mitjà mecànic que permetia a l'espectador veure el que hi havia darrere d'aquella façana i no només sentir el que hi passava.
A més d'això, també podien indicar un canvi d'escena i, per exemple, es desplegaven una taula i un armari per a indicar que l'escena es trobava en una cuina; fins i tot, l'ekkyklema servia perquè l'actor s'alcés i es veiés millor, des de la perspectiva de l'espectador, i també per ensenyar el cadàver d'una persona que havia mort, el qual després era tret de l'escena mitjançant l'ekkyklema.
Quant al que transportava l'ekkyklema, es podia veure generalment per poc temps, d'acord amb una convenció escènica ja al·ludida. Per tant, aquest mitjà permetia contemplar, per exemple en una tragèdia, algun fet lamentable, com el d'un cadàver, com hem dit abans. Amb tot, aquesta mort possiblement s'havia dut a terme fora de l'escena, de manera que l'espectador només intuïa allò que estava passant a partir del que sentia. Aleshores, a través de l'ekkyklema es traslladava el mort a escena.
Així doncs, l'ekkyklema actuava com a teló, ja que suposava una solució forçada a causa de la inexistència de cortines.

## Funcionament
Quant al seu funcionament i estructura, hi havia dues varietats del mateix mecanisme:
1. Consistia a una plataforma fixa que girava al voltant d'un eix.
2. Plataforma lleugera moguda sobre rodes que, en un moviment lineal cap endavant i cap endarrere, podia aparèixer i desaparèixer a partir de la mateixa entrada.

La màquina, en molts casos, va suposar un problema, ja que obstruïa l'entrada, la qual havia d'estar lliure pel moviment dels personatges i perquè la mateixa porta pogués obrir-se i tancar-se. Amb tot, el seu ús estava especialment reservat per a escenes luxoses, la qual cosa ajudava a no fer-ne un abús.